# Мекелита Петро

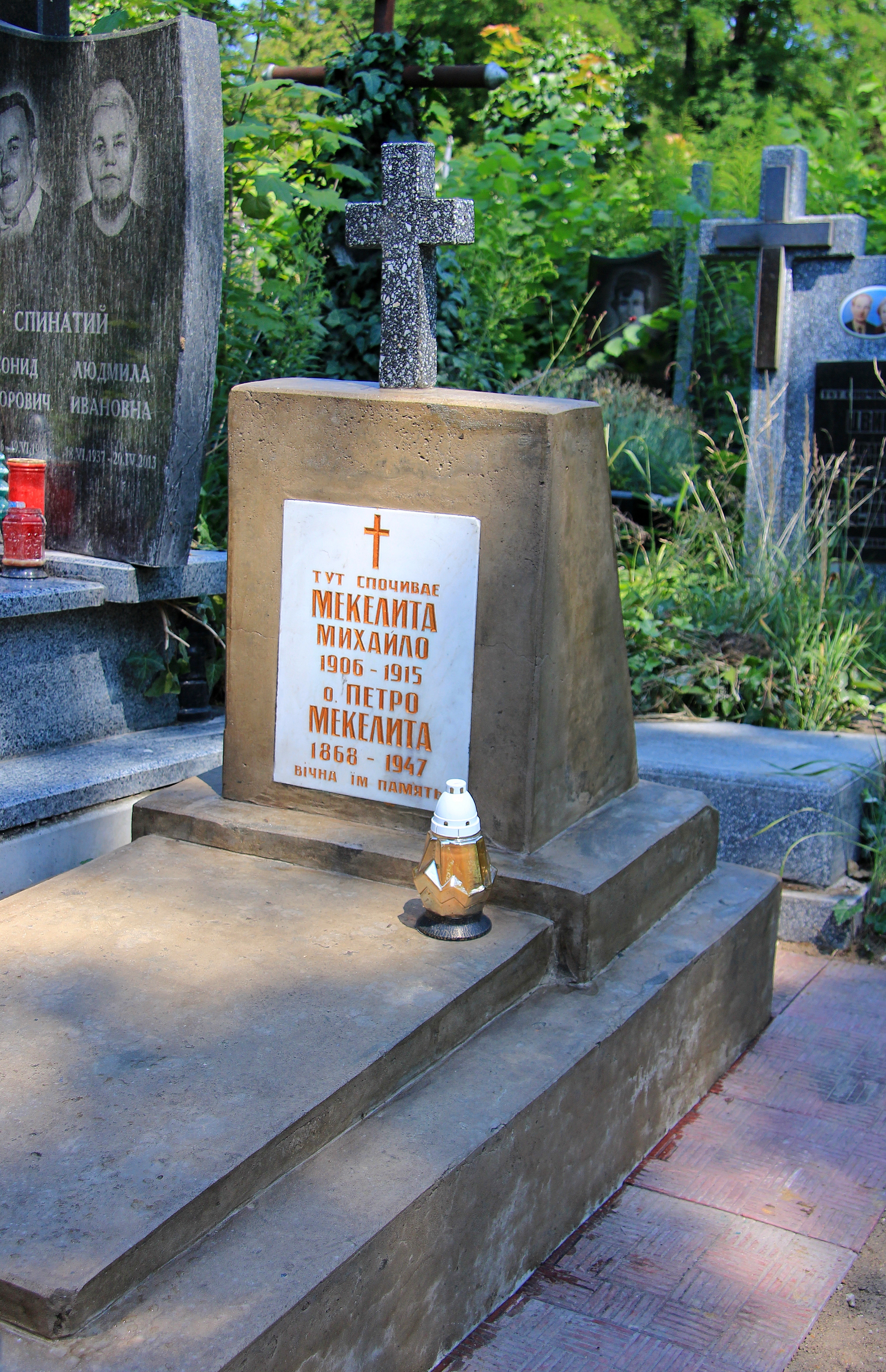

Петро́ Мекели́та (13 червня 1868, Бутини, сучасний Сокальський район — 30 серпня 1947, Львівська тюрма) — священник УГКЦ.

## Життєпис
Походить з багатодітної селянської родини, був 10-ю дитиною у батьків. Вивчився на священика — місцевий парох та дідичка-меценатка помітили його здібність та допомогли в навчанні, 1890 року закінчив Львівську академічну гімназію, 1894 — теологічний факультет Львівського університету, того ж року висвячений на священика владикою Юліяном Пелешем.
Призначений в село Сянічок біля Сянока на Лемківщині, небавом стає деканом Сяніцьким. Родина священика мала сім дітей, до дорослого віку дожили четверо; син Ярослав, учень Перемиської гімназії, зголосився до УГА та хоробро загинув в бою.
В часі Першої світової війни перед приходом російських військ отець Петро виїздить до Відня, по їх відході повертається.
Після польської окупації Галичині переслідуваний, на нього чинять доноси та влаштовують провокації.
Душпастирював на Лемківщині до 1920, того року єпископом Йосафатом Коциловським призначений парохом Стебника та одночасно деканом Бориславським. В містечку Стебник, де були досить сильними полоністичні віяння та червона агітація, священик гуртує інтелігенцію, організовує читальню «Просвіти», товариство тверезості «Відродження», дитячий садок — при цьому вихователів утримує своїми коштами.
З його ініціативи в Стебнику починають будувати Народний дім та мурувати церкву Різдва Пресвятої Богородиці — за дозволом їздив до Варшави, по отриманні рішення запросив для планування архітектора Нагірного.
За перших совітів одразу позбавлений усіх земельних наділів та примушений сплатити великі податки.
Після проголошення самостійності Української держави (30 червня 1941) на маніфестації в Стебнику на трибуні із сльозами на очах звертається до парохіян україниською та німецькою мовами: «Брати і сестри! Від сьогодні ми — українська нація! Маємо вільну соборну Українську державу!»
За нацистської влади ходив і присоромлював бажаючих займатися грабунками єврейського населення. Виходив на міський майдан та благав людей не робити самосудів над євреями, також порятував кількох комуністів від гестапо.
За других совітів органи НКВС намагаються його прилучити до справи «самоліквідації» УГКЦ — зважаючи на його величезний авторитет. На той час отець із дочкою Іриною проживав у Львові — донька доглядала за ним — овдовів, одружені дочки по селах жили. Радянські спецслужби почали з вмовляння «по доброму», потім — листи з погрозами та викликами, наостанок приїхав «чорний ворон»; наступного дня пішки пішла шукати батька по тюрмах Дрогобича.
Після півроку ув'язнення йому висунуте звинувачення — «измена Родине» та «сотрудничество с фашистами», засуджений на 10 років з конфіскацією майна. Донька добилася до прокурора — за що ж його посадили, той відповів: «Он больно умный был, самостийной Украины хотел».
В часі перебування у тюрмі від о. Мекелити прийшов офіцер з тюрми із звісткою — Іван Черненко, демобілізований східняк, що побрався з галичанкою. Він їй повідав, що по поверненні з фронту працює в карній системі, і настільки вражений звірствами влади та стійкістю катованих, що вирішив допомогти їй — принаймні, щоб старенького отця лишили у Львові, де б дочка могла йому передавати ліки та їжу, за запропоновану нагороду образився.
Помер о. Петро 30 серпня 1947 року. По його смерті Черненко порадив дочці, як поховати батька — тоді тіла померлих з львівських тюрем ночами скидали в яму за Янівським цвинтарем. Він повідомив, що пароху зроблять труну та позначать місце, звідки буде можливим його перепоховати; вночі перепохованням зайнялися о. Павло Лошній з дружиною та родина катованого в тюрмі отця С. Ратича, перепоховали на старому Клепарівському цвинтарі.
При знесенні цвинтаря в 1960-х роках тлінні останки «офіційно» перепоховані на полі № 12 Янівського цвинтаря. У липні 2022 року надгробок на могилі о. П. Мекелити був дбайливо відремонтований працівниками Янівського цвинтаря.
1992 року посмертно реабілітований.

## Вшанування пам'яті
1990 року в Стебнику його іменем названо вулицю.

### Беатифікаційний процес
Станом на 2011 рік входив до списку 45-ти новомучеників УГКЦ, над якими тривав беатифікаційний процес — розпочався після проголошення блаженними Іваном Павлом II двадцяти семи українських мучеників за віру, першим був блаженний Миколай Чарнецький.